# ریچارد بردلی
ریچارد بردلی (انگلیسی: Richard Bradley؛ زادهٔ ۱۸ نوامبر ۱۹۴۶) باستان‌شناس، انسان‌شناس، و استاد دانشگاه اهل بریتانیا است. تخصص او اروپای پیشاتاریخ و به‌ویژه بریتانیای پیشاتاریخ است. از ۱۹۸۷ تا ۲۰۱۳، بردلی استاد باستان‌شناسی دانشگاه ریدینگ بود. او کتب متعددی در زمینهٔ باستان‌شناسی و پیشاتاریخ تألیف کرده‌است.